# Dialogue entre l'Église catholique et les Églises des trois conciles
Un dialogue interconfessionnel entre l'Église catholique et les Églises des trois conciles existe officiellement depuis les années 1960 en vue d'améliorer leurs relations et de résoudre les différends doctrinaux.
Le dialogue a porté, dans un premier temps, sur la christologie ; il s'agissait de trouver un accord sur un vocabulaire christologique commun aux formulations du symbole de Chalcédoine et du patriarche Cyrille d'Alexandrie. Ce dialogue a abouti à la "formule christologique de Vienne".
Par la suite, le dialogue se poursuit, pour les Églises antéchalcédoniennes, d'une manière unifiée (une Commission mixte internationale pour le dialogue théologique entre l'Église catholique et les Églises antéchalcédoniennes a été mise en place après une rencontre préparatoire à Rome entre le 27 et le 29 janvier 2003) ou au niveau de chacune des Églises.

## Historique

### 1971 - La formule christologique de Vienne
Sous l'égide de la fondation "Pro Oriente" fut organisé, à Vienne, en 1971, un premier colloque non officiel entre théologiens des Églises antéchalcédoniennes et de l'Église catholique.
Le résultat le plus important du dialogue entre théologiens fut la définition christologique adoptée à l'unanimité le 12 septembre 1971, définition désignée par la suite comme "formule christologique de Vienne" :
« Nous croyons que notre Seigneur et Sauveur, Jésus-Christ, est Dieu le Fils incarné ; parfait dans sa divinité et parfait dans son humanité. Sa divinité n'a pas été séparée de son humanité à un seul instant, même pas le temps d’un clin d'œil. Son humanité ne fait qu'un avec sa divinité, sans mélange, sans confusion, sans division, sans séparation.
Nous, dans notre foi commune dans le seul Seigneur Jésus-Christ, considérons son mystère inépuisable et ineffable et, pour l'esprit humain, jamais totalement compréhensible ou exprimable. »
Cette formulation fut utilisée, par la suite, dans les déclarations communes signées par les Églises.

### Déclarations communes
- 1970 - Le Pape Paul VI et S.S. Vazguen Ier, Catholicos Suprême de tous les Arméniens. Texte en français
- 1971 - Le Pape Paul VI et S.S. Mar Ignatius Jacoub III, Patriarche syrien-orthodoxe d’Antioche. Texte en français
- 1973 - Le Pape Paul VI et S.S. Chenouda III, Patriarche des coptes. Texte en français
- 1984 - Le Pape Jean-Paul II et S.S. Mar Ignatius Zakka Ier, Patriarche syrien-orthodoxe d’Antioche. Texte en français
- 1996 - Le Pape Jean-Paul II et S.S. Karekine Ier, Catholicos Suprême de tous les Arméniens. Texte en français
- 1997 - Le Pape Jean-Paul II et S.S. Aram Ier, Catholicos arménien de Cilicie. Texte en français

### Réunions de la Commission mixte internationale
- 27-30 janvier 2004 Ire Rencontre au Caire. Rapport en anglais.
- 26-29 janvier 2005 IIe Rencontre à Rome. L’Église comme communion. Rapport en anglais.
- 25-31 janvier 2006 IIIe Rencontre à Etchmiadzin. L’autorité dans l’Église. Rapport en anglais.
- 28 janvier-3 février 2007 IVe Rencontre à Rome. La mission de l’Église. Rapport en anglais.
- 27 janvier-2 février 2008 Ve Rencontre à Damas. Rapport en anglais.
- 24-31 janvier 2009 VIe Rencontre à Rome. Rapport en anglais. Document de travail : Nature, constitution et mission de l’Église.
- 27-31 janvier 2010 VIIe Rencontre à Antélias. Communiqué de presse.
- 24-29 janvier 2011 VIIIe Rencontre à Rome. Communiqué de presse.
- 17-21 janvier 2012 IXe Rencontre à Addis-Abeba. Communiqué de presse.
- 23-27 janvier 2013 Xe Rencontre à Rome. Communiqué de presse.